# Rudolf Steinberg
Rudolf Steinberg (* 23. Juni 1943 in Cochem an der Mosel) ist ein deutscher Rechtswissenschaftler und emeritierter Professor für öffentliches Recht. Er war zwischen 2000 und 2008 der sechste Präsident der Johann Wolfgang Goethe-Universität Frankfurt am Main.

## Leben
Nach dem altsprachlichen Abitur in Gelsenkirchen studierte Steinberg Rechts- und Wirtschaftswissenschaften an den Universitäten in Freiburg und Köln und Politikwissenschaft an der University of Michigan in den USA. Erste Juristische Staatsprüfung in Freiburg 1967, Zweite Juristische Staatsprüfung Stuttgart 1973. 1970 wurde Steinberg an der Universität Freiburg mit dem Thema Staatslehre und Interessenverbände. Interessenverbände im Spiegel amerikanischer und deutscher Literatur und Rechtsprechung promoviert. Von 1970 bis 1977 ebendort Wissenschaftlicher Assistent im Institut für öffentliches Recht, Lehrstuhl Konrad Hesse. 1977 habilitierte er sich mit der Arbeit Politik und Verwaltungsorganisation. Zur Reform der Regierungs- und Verwaltungsorganisation unter besonderer Berücksichtigung der Obersten Bundesbehörden in den Vereinigten Staaten von Amerika.
Von 1977 bis 1980 war er als Professor für öffentliches Recht an der Fakultät für Rechtswissenschaft an der Universität Hannover tätig. Von 1980 bis 2000 lehrte Steinberg Öffentliches Recht, Umweltrecht und Verwaltungswissenschaften an der Universität Frankfurt. Wissenschaftlich beschäftigte er sich stark mit dem Regierungshandeln und vertrat häufig in Konsensverfahren an Runden Tischen zum Interessensausgleich. In mehreren atomrechtlichen Verfahren vor dem Bundesverfassungs- und Bundesverwaltungsgericht vertrat er die atomkritische Seite. Sein besonderes Interesse galt dem Fachplanungsrecht. Er beriet mehrere Landesregierungen im Umwelt-, Energie- und Atomrecht. Seit seiner Emeritierung beschäftigt er sich zunehmend  mit staatskirchenrechtlichen Fragen säkularisierter Gesellschaften. In den letzten fünf Jahren seiner Tätigkeit als Professor war er darüber hinaus als Richter am Thüringer Verfassungsgerichtshof in Weimar tätig. Steinberg war mehrere Jahre Vertrauensdozent der Friedrich-Ebert-Stiftung. 
Er war fünf Jahre lang Richter am Thüringer Verfassungsgerichtshof in Weimar und erhielt zahlreiche Auszeichnungen, darunter das Bundesverdienstkreuz am Bande, den Hessischen Verdienstorden und die Ehrenmedaille der Stadt Frankfurt. 
Rudolf Steinberg ist verheiratet und hat vier Kinder.

## Präsident der Frankfurter Goethe-Universität
Am 16. Februar 2000 wurde Rudolf Steinberg zum Präsidenten der Universität Frankfurt gewählt und musste seine Lehrtätigkeit wegen der hohen Arbeitsbelastung ruhen lassen. Die Amtseinführung erfolgte am 21. Juni 2000. Im Februar 2006 wurde er mit großer Mehrheit wieder gewählt.
In seine Amtszeit fielen entscheidende strukturelle Veränderungen an der Universität. Rudolf Steinberg betrieb vor allem den Umzug vom Campus Bockenheim auf den Campus Westend sowie den Campus Riedberg, der mit einer umfangreichen Bautätigkeit und viel planerischer Verantwortung verbunden war, sowie die Umwandlung der Hochschule von einer Körperschaft des Landes Hessen zu einer Stiftungsuniversität des öffentlichen Rechts, die aber von verschiedenen Seiten kritisiert wurde und mit einer hohen Machtkonzentration beim Präsidium sowie dem entsprechenden Abbau demokratischer Strukturen einherging. Nach seinem Amtsantritt wurde nach intensiver Diskussion der erste Hochschulentwicklungsplan der Goethe-Universität mit großer Mehrheit vom Senat verabschiedet. Er war erfolgreich im Einwerben eines Stiftungskapitals von 120 Mio. Euro, von Drittmitteln für die Forschung in Höhe von 120 Mio. Euro und einer großen Zahl von Stiftungsprofessuren. Bei der ersten Runde der Exzellenzinitiative konnte sich die Universität 2007 mit drei Exzellenzclustern in allen Bereichen der Uni (Naturwissenschaften, Geisteswissenschaften und Medizin) in der Spitze der deutschen Forschungsuniversitäten positionieren. Hinzu trat die Umsetzung des Bologna-Prozesses.
Viele dieser Veränderungen stießen insbesondere in der Studierendenschaft auf erhebliche Kritik, die sich bis zu seiner Verabschiedung aus dem Amt fortsetzte. Aber auch Steinbergs Befürwortung von Studienbeiträgen an den hessischen Hochschulen belastete das Verhältnis zwischen ihm und den Studierenden nachhaltig. Unter anderem wurde ihm vorgeworfen, die Natur- und Wirtschaftswissenschaften gegenüber den Geisteswissenschaften zu bevorzugen. Dem steht aber entgegen, dass Steinberg den Aufbau des interdisziplinären Exzellenzclusters zur Herausbildung normativer Ordnungen unter Beteiligung der Sozial- und Geisteswissenschaften vor allem auch personell intensiv förderte. Steinberg hat sich während seiner Amtszeit auch erfolgreich um die Einwerbung von Drittmitteln bemüht, was es in diesem Umfang an der Universität Frankfurt zuvor nicht gegeben hatte.
Rudolf Steinberg war fast neun Jahre lang Präsident der Goethe-Universität und damit länger als jeder andere seiner Amtsvorgänger. Er erklärte einen Tag nach seinem 65. Geburtstag sein Ausscheiden aus dem Amt des Universitätspräsidenten zum 31. Dezember 2008.  Zu seinem Nachfolger wurde Werner Müller-Esterl gewählt.

## Schriften (Auswahl)
- Staatslehre und Interessenverbände. Interessenverbände im Spiegel amerikanischer und deutscher Literatur und Rechtsprechung – eine kritische Gegenüberstellung, Dissertation, Universität Freiburg im Breisgau, 1970.
- Staat und Verbände – Zur Theorie der Interessenverbände in der Industriegesellschaft, Wissenschaftliche Buchgesellschaft, Darmstadt 1985, ISBN 3-534-07248-0.
- Politik und Verwaltungsorganisation: Zur Reform der Regierungs- und Verwaltungsorganisation unter besonderer Berücksichtigung der Obersten Bundesbehörden in den Vereinigten Staaten von Amerika, Nomos, Baden-Baden 1979, ISBN 3-7890-0462-6 (Habilitationsschrift, Universität Freiburg im Breisgau, 1978); Neuauflage: Berliner Wissenschafts-Verlag, Berlin 2004, ISBN 3-8305-0689-9.
- Abrüstungs- und Rüstungskontrollverwaltung in der Bundesrepublik Deutschland (= Schriften zum Öffentlichen Recht, Band 425), Duncker & Humblot, Berlin 1982, ISBN 3-428-05176-9.
- Der ökologische Verfassungsstaat, Suhrkamp, Frankfurt am Main 1998, ISBN 3-518-58269-0.
- Das Nachbarrecht der öffentlichen Anlagen. Nachbarschutz gegen Planfeststellungen und sonstige Anlagen der öffentlichen Hand, Kohlhammer, Stuttgart 1989, ISBN 3-17-009933-7.
- Fachplanung, 4. Auflage, mit Martin Wickel und Henrik Müller, Nomos, Baden-Baden 2012, ISBN 978-3-8329-7610-1.
- Die neue Universität Frankfurt am Main. Ihr Neubau und ihre Rückkehr zur Stiftungsuniversität, Societätsverlag, Frankfurt am Main 2013, ISBN 978-3-942921-53-4.
- Die Repräsentation des Volkes. Menschenbild und demokratisches Regierungssystem. Nomos, Baden-Baden 2013, ISBN 978-3-8487-0317-3.
- Kopftuch und Burka. Laizität, Toleranz und religiöse Homogenität in Deutschland und Frankreich, Nomos, Baden-Baden 2015, ISBN 978-3-8487-2855-8.
- Zwischen Grundgesetz und Scharia. Der lange Weg des Islam nach Deutschland, Campus Verlag, Frankfurt am Main 2018, ISBN 978-3-59350989-1.
- Vom Staatskirchenrecht zu einem zeitgemäßen Religionsrecht. Religion in einer multireligiösen Gesellschaft, Nomos, Baden-Baden 2021, ISBN 978-3-8487-7078-6.

## Auszeichnungen
- 2009: Hessischer Verdienstorden
- 2012: Ehrenplakette der Stadt Frankfurt am Main[5]
- 2020: Verdienstkreuz am Bande